# David Weathers

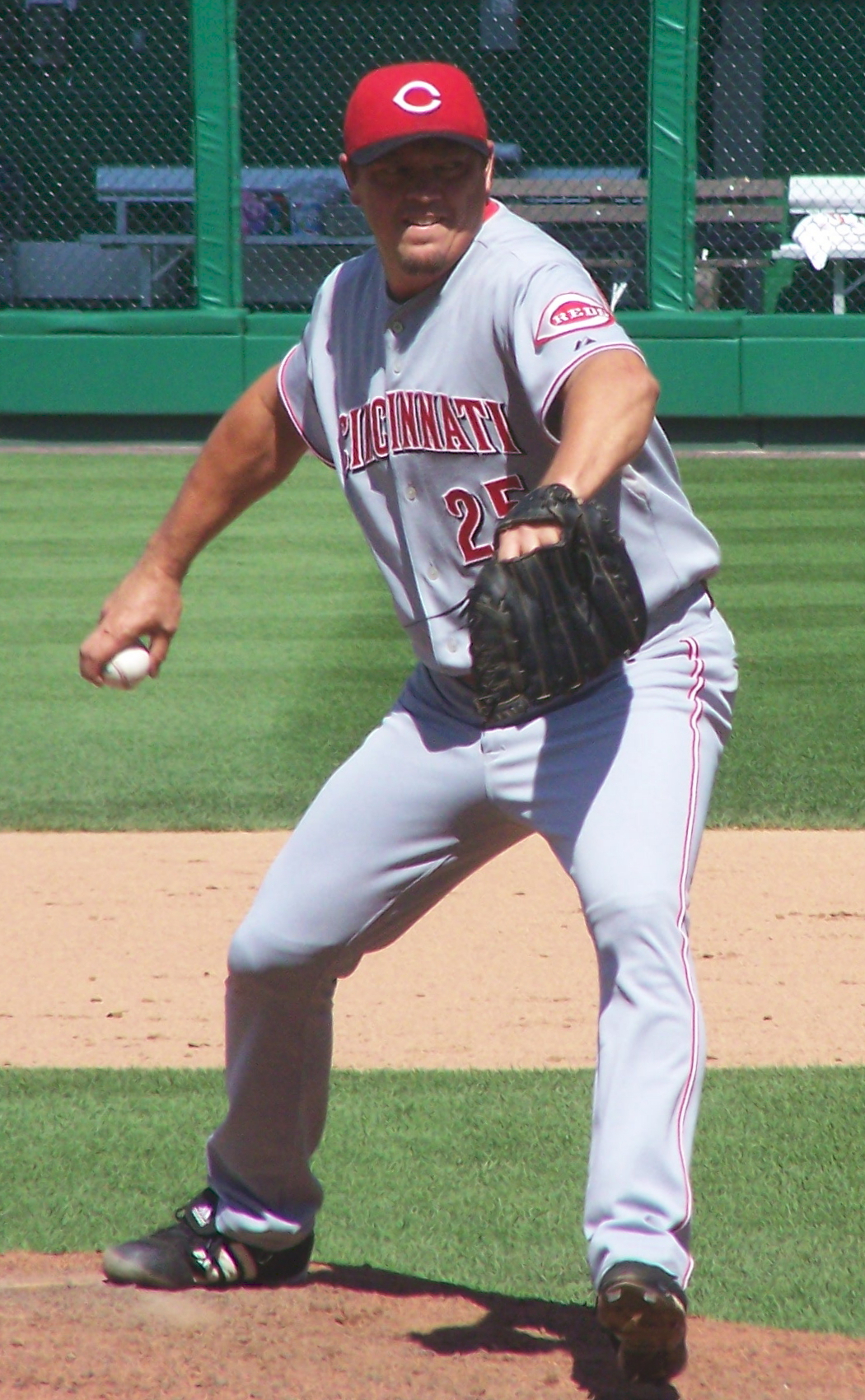
Imagem do ex-jogador de beisebol norte-americano David Weathers.

David Weathers é um ex-jogador profissional de beisebol norte-americano.

## Carreira
David Weathers foi campeão da World Series 1998 jogando pelo New York Yankees. Na série de partidas decisiva, sua equipe venceu o Atlanta Braves por 4 jogos a 2.